# Torrent de Pina
El torrent de Pina (també conegut com a torrent de Castellitx, torrent d'Alcoraia o torrent de Montuïri) és un torrent que travessa el Pla de Mallorca de sud a nord fins a desembocar al torrent de Solleric.
El torrent neix de les aportacions de diverses síquies dels termes d'Algaida (que davallen l'aigua del vessant nord del massís de Randa) i Montuïri, de les quals les més importants són la de Castellitx i Albenya i la d'Alcoraia, que moltes de vegades s'identifiquen amb el mateix torrent. A més, destaca la influència de les fonts de Son Trobat, Malesherbes i del Puig Moltó. La confluència de totes aquestes fonts es produeix dins el terme d'Algaida.
El torrent continua fins a la vila de Pina, que li dona nom, i tot seguit travessa els termes de Sencelles i Costitx. A Costitx es combina amb el torrent de Solleric i, seguidament, amb el torrent d'Almadrà, tot formant el Torrent de Muro, que desembocarà a l'Albufera.
El 2017, el torrent va experimentar un desbordament important, provocant diversos danys en les zones adjacents i destacant la importància de la seva gestió per a evitar riscos futurs.